# Anna Záborská
Anna Záborská (* 7. června 1948 Curych) je slovenská politička. Původní profesí je lékařka, přibližně 25 let vykonávala praxi v oboru ORL. Po Sametové revoluci vstoupila do politiky; byla zakládající a dlouholetou členkou Křesťanskodemokratického hnutí (KDH), v letech 1998–2006 byla poslankyní NR SR. V letech 2004–2019 byla poslankyní Evropského parlamentu. V roce 2019 odešla z KDH a stala se předsedkyní strany Kresťanská únia (KÚ), kterou byla až do roku 2024. Od roku 2020 je znovu poslankyní parlamentu.

## Život a politická činnost
Narodila se v roce 1948 ve švýcarském Curychu. V letech 1966–1972 studovala lékařství na Jesseniově lékařské fakultě v Martině Univerzity Komenského, následně až do roku 1998 vykonávala lékařskou praxi v oboru otorinolaryngologie.
Po roce 1989 se angažovala v rámci KDH a po dvě volební období (1998–2002 a 2002–2006) působila jako poslankyně Národní rady SR. V roce 2004 byla zvolená do Evropského parlamentu, kde působila do roku 2019. V Evropském parlamentu působila kromě jiných ve Výboru pro rozvoj (DEVE), Výboru pro průmysl, výzkum a energetiku (ITRE), Výboru pro práva žen a rovnost pohlaví (FEMM) a v Delegaci ve Smíšeném parlamentním shromáždění AKT-EU.
V rámci své politické činnosti se také angažuje v nevládních organizacích, zaměřených zejména na boj proti potratům, sexuálním menšinám a podporu tradiční rodiny založené na manželství muže a ženy (Fórum života, Áno pre život, Slovenská spoločnosť pre rodinu a Aliancia za rodinu) či katolických organizacích (Hnutie katolíckych žien, Slovenská katolícka charita). V roce 2019 získala anticenu Homofób roka. Je viceprezidentkou Panevropské unie, hnutí založeného Richardem Mikulášem Coudenhove-Kalergi.
V roce 2019 se stala předsedkyní strany Kresťanská únia (KÚ). Poté, co KÚ v parlamentních volbách v roce 2020 vytvořila společnou kandidátku s hnutím Obyčejní lidé a nezávislé osobnosti, stala se znovu poslankyní parlamentu. Počátkem září 2021 byla jmenována vládní zmocněnkyní pro ochranu svobody víry a náboženského přesvědčení. V roce 2024 ji v pozici předsedy KÚ nahradil Milan Krajniak.